# Kyŏng Tae-sŭng
 (août 2025).
Si vous disposez d'ouvrages ou d'articles de référence ou si vous connaissez des sites web de qualité traitant du thème abordé ici, merci de compléter l'article en donnant les références utiles à sa vérifiabilité et en les liant à la section « Notes et références ».
Kyŏng Tae-sŭng (hangeul : 경대승 ; hanja : 慶大升 ; RR : Gyeong Dae-seung), est un chef militaire coréen né en 1154 et mort le 4 août 1183. C'est l'un des chefs du Régime militaire du Koryŏ, et règne de 1179 au 4 août 1183.